# Staré Ždánice
Staré Ždánice är en ort i Tjeckien.   Den ligger i regionen Pardubice, i den centrala delen av landet, 90 km öster om huvudstaden Prag. Staré Ždánice ligger 227 meter över havet och antalet invånare är 614.
Terrängen runt Staré Ždánice är platt.Runt Staré Ždánice är det tätbefolkat, med 659 invånare per kvadratkilometer. Närmaste större samhälle är Hradec Králové, 12,4 km nordost om Staré Ždánice. Runt Staré Ždánice är det i huvudsak tätbebyggt.